# Kondar
Kondar este un oraș din Guvernoratul Sousse, Tunisia.